# Аварска некропола у Челареву
Аварска некропола или Челарево је археолошки локалитет у близини истоименог града, јужно од Бачке Паланке. Налазиште, које је датирано у крај VIII и почетак 9. века, обухвата насеље са некрополом у којој је откривено око 650 гробова који су припадали трима различитим етничким групацијама. Сам локалитет се данас налази под заштитом државе као археолошко налазиште од изузетног значаја, али се и поред тога земља са тог простора користи за израду опеке, чиме се директно угрожава само налазиште.

## Опис локалитета
Истраживања локалитета су започета 1972. године, на месту које се налази 500 метара северно од леве обале Дунава и на њему је откривена некропола са око 650 гробова који су припадали трима различитим народима који су на том простору живели истовремено. Уз сам Дунав, откривени су трагови насеља које се пружало дужином од 4 km, а у његовом склопу је откривено и неколико златарских радионица. На основу анализе пронађених остатака, гробови, а самим тим и сам град, су датирани на крај VIII и почетак 9. века.
Народ шаманистичког веровања (Авари) је правио гробове правоугаоног облика са равним дном у који је покојник сахрањиван без или у сандуку, док су му под ноге смештане зделе са храном и пићем. У склопу ове групе гробова, издвајају се гробови у којима су сахрањивани коњаници. У њима су поред самог покојника, пронађени остаци ритуално жртвованог коња, покојников богато украшени кожни појас и опрема за јахање (седло и богато украшен оглав).
Народ јудаистичког веровања (Хазари) је правио гробове са нишама који су означавани римским опекама на којима су урезиване меноре, етрози и лулави. Пронађен је и велики број фрагмената опека изнад и у гробовима једног дела некрополе, са урезаним јеврекским симболима, који су протумачени као Јехуда или Јахве и Израел. Откриће ових фрагмената из времена доминације Авара у Панонији, данас познатих као Меноре из Челарева, привукло је велику пажњу како југословенских, тако и светских стручњака. Чињеница да се у некрополи монголског становништва наишло на јеврејске симболе била је права загонетка за археологе који су некрополу открили.
Словени су правили плитке гробове у којима су пронађени скромнији гробни прилози у односу на оне који су припадали другим двема групама. Међу овом групом гробова пронађене су и урне у којима су се налазили спаљени остаци покојника.

## Историја археолошких истраживања на челаревској циглани
Први подаци о налазишту код Челарева датирају из 1966. године, када су обилажени угрожени локалитети у Бачкој и Банату. Тада је на мањем делу источног напуштеног профила ископа локалне циглане пронађен тањи културни слој насеља. На основу невеликог броја сакупљених фрагмената керамике, старост остатака уочених објеката процењена је на период касног средњег века. Следећих неколико година у циглани се ручно вршио ископ глине на неколико сектора налазишта, без контроле археолога. Неретко се наилазило на појединачне гробове, па и групе гробова, међу којима је било и коњаничких. Налажени су и остаци укопаних и спаљених стамбених објеката. Од покретног археолошког материјала најчешћи су били посуде и жрвњеви за млевење жита.
Почетком 1972. године, у потрази за квалитетнијом сировином, циглана је направила дубљи усек према северу и том приликом је уништен највећи део некрополе. Првобитна процена да је том приликом уништен део некрополе приближне величине 85x33 м коригована је након теренских археолошких радова 1980. На основу остатака гробова у профилима закључено је да се уништени део простирао на далеко већем простору, приближне величине 150x33 м. Самим тим и број уништених гробова је знатно већи од првобитне процене.
Археолошка истраживања на некрополи код Челарева започео је 26. маја 1972. године Драгутин Вилотијевић, са циљем индентификовања и валоризовања налазишта. Откопана су четири видљива и делимично оштећена гроба са релативно скромним артефактима. Током зиме вршен је ручни ископ глине који је, са краћим прекидима, трајао од 22. децембра 1972. до 31. маја 1973. године. Истражен је угрожени део некрополе површине 2424 м², са 263 откопана гроба. Артефакти из уништених гробова, међу којима и највећи број фрагмената опека са урезаним јеврејским симболима, потичу из накнадне контроле и праћења радова при одвожењу ископане глине са уништеног дела некрополе.
Године 1978. откопана је мања површина налазишта југоисточно од истраженог дела некрополе, на месту где је глиноидни слој најплићи на читавом локалитету, просечне дубине свега 0,4-0,5 м. Тада је, поред осталих укопа, откопано и пет гробова, од којих један коњанички. Мањи број укопа опредељени су као позајмишта глине у време сахрањивања на некрополи. Два укопа између осталих налаза садржали су и уломке опека са урезаним јеврејским симболима.
Археолошка истраживања спроведена током 1980. одвијала су се углавном на југозападним и западним периферним деловима налазишта.

## Пронађени артефакти
У некрополи Челарево, од више стотина откривених гробова, истражено их је готово две стотине. Највећи број оријентисан је правцем југозапад-североисток, а знатно мање правцем северозапад-југоисток, што би било приближније јеврејским погребним обичајима. Има их и који су постављени другачије. У књизи „Меноре из Челарева” у којој су наведени резултати истраживања обављених до осамдесетих година, наводи се да „није могуће утврдити праве разлоге различитих оријентација рака и покојника у њима”. Оно што је додатно интригирало научну заједницу били су налази у некрополи. У двојним гробовима нађени су сахрањени мушкарци и жене, а није било по среди сукцесивно већ једновремено сахрањивање. На једном месту жена и мушкарац покопани су једно преко другог, а на другом једно поред другог. Нађени су и двојни гробови у којима су, поред жена, сахрањивана и деца. Постоје и гробови у којима су, одвојени танким слојем земље, нађени остаци коња и коњаника.
Пронађени пратећи предмети (делови одеће и украса, посуде за храну најчешће полагане поред ногу покојника, алат, играчке...) су својом симболиком били додатно загонетни. У гробовима коњаника, поред мушкарца сахрањиван је и његов коњ са опремом за јахање (седло, узенгија, оглав). Ипак највише пажње побудило је откриће делова опека са накнадно урезаним јеврејским симболима – седмокраким менорама на постаменту, поред којег су готово увек два урезана словна знака. Поставило се питање ко су људи који су ту сахрањени и откуд уз њих јеврејски симболи. Да ли су опеке део гробљанске целине или су донете у време неке сеобе. Да ли су знаци на опекама. урезивани у самом насељу, односно да ли су те опеке служиле као предмети култа још за живота покојника а после су покопаване заједно са њима.
У веровањима бројних старих народа, коњ и седло остављани су поред земних остатака покојника да би он имао чиме да пође на своје последње путовање. У предању и књижевности степских народа на размеђи Европе и Азије, коњ има тајанствене моћи које могу да замене човекове на прагу смрти. У јеврејској предаји таквих веровања нема, нити су људи сахрањивани заједно са животињама. Ни симболика других пронађених предмета не упућује на решење загонетке. Примера ради, пронађена минијатура у облику главе сокола, што негде симболизује наду у светлост коју гаји онај који је отишао у вечни мрак, није у складу са погледима оних који су прихватили јудаизам. О симболици минијатуре у облику главе вепра тешко да се уопште може говорити као о нечему што се може довести у везу са Јеврејима.
Археологе, историчаре и друге заинтересоване а поготову оне из јеврејских кругова заголицала је помисао да је можда реч о открићу које упућује на давнашње присуство Јевреја на географском простору на којем их, колико је познато, није било у то време. Помишљало се и на сеобу једног дела Хазара из Каспијске области, или на померања Авара који су можда били у вези са Хазарима пошто су ови већ примили јудаизам. Налазиште код Челарева упућује да је можда по среди монголска популација, једно од низа племена које је прихватило или пренело јудаизам. Према до сада знаном, везе ових монголских коњаника номада и Јевреја није било јер у то време није било Јевреја у делу континента у којем су Авари живели. Могли су доћи у контакт са Хазарима и преко њих стећи бар нешто сазнања о јудаизму. Такође, досељеници у Челарево могли су негде успут или у близини наћи опеке са урезаним јеврејским симболима од раније и стављати их у своје гробове.
Даља претпоставка односи се на директно присуство неке хазарске групе. Није неоснована ни теорија да су опеке пронађене на неком оближњем давнашњем јеврејском гробљу из римских времена. На једном броју опека видљиви су остаци натписа са гробних плоча где се спомињу имена Јехуда Вај, Јехуда Алас. Постоје знаци етрога и лулава, симбола јеврејског празника Сукота. У доба Римљана на подручју Подунавља било је више утврђења, логора и насеља. Јевреји су обично ишли за војском, радећи као занатлије, лекари, оружари и трговци. Будући да су у Челареву пронађени и гробови усмерени правцем запад – исток, са посебном девијацијом главе према светом граду Јерусалиму, основана је и претпоставка да је у станишту живела група од више десетина јеврејских породица па отуд и симболи у некрополи. У обзир се узима и могућност да је у две римске утврде у близини Челарева, Онагринуму код Бегеча и Бонониа малати код Баноштора, вероватно постојало јеврејско гробље или чак и храм. Са тог места опеке су могле бити доношене и коришћене као камење за под главу покојника. Међутим, пред археолозима остаје и даље питање ко су они који су на опеке урезивали јеврејске симболе, зашто су и када то радили.

## Заштита
Челаревска некропола је 9. јула 1990. проглашена за непокретно културно добро од изузетног значаја, а 2014. покренута је иницијатива да се прогласи за културно добро од националног значаја. Године 2015. Министарство културе одбило је захтев Општине Бачка Паланка да Хазарску некрополу предложи за Унескову листу светске културне баштине, па је Општина најавила да ће директно затражити од Унеска да пошаље стручњаке који би обишли Хазарску некрополу код Челарева, и донели суд о вредности овог археолошког налазишта.